# Parafia św. Marii Magdaleny w Samoklęskach
Parafia św. Marii Magdaleny w Samoklęskach – parafia rzymskokatolicka znajdująca się w diecezji rzeszowskiej w dekanacie Nowy Żmigród. Erygowana w 1480 roku.
Na terenie parafii znajdują się także dwa kościoły filialne: w Pielgrzymce (pw. św. Jana z Dukli) i Mrukowej (pw. NMP Matki Kościoła).

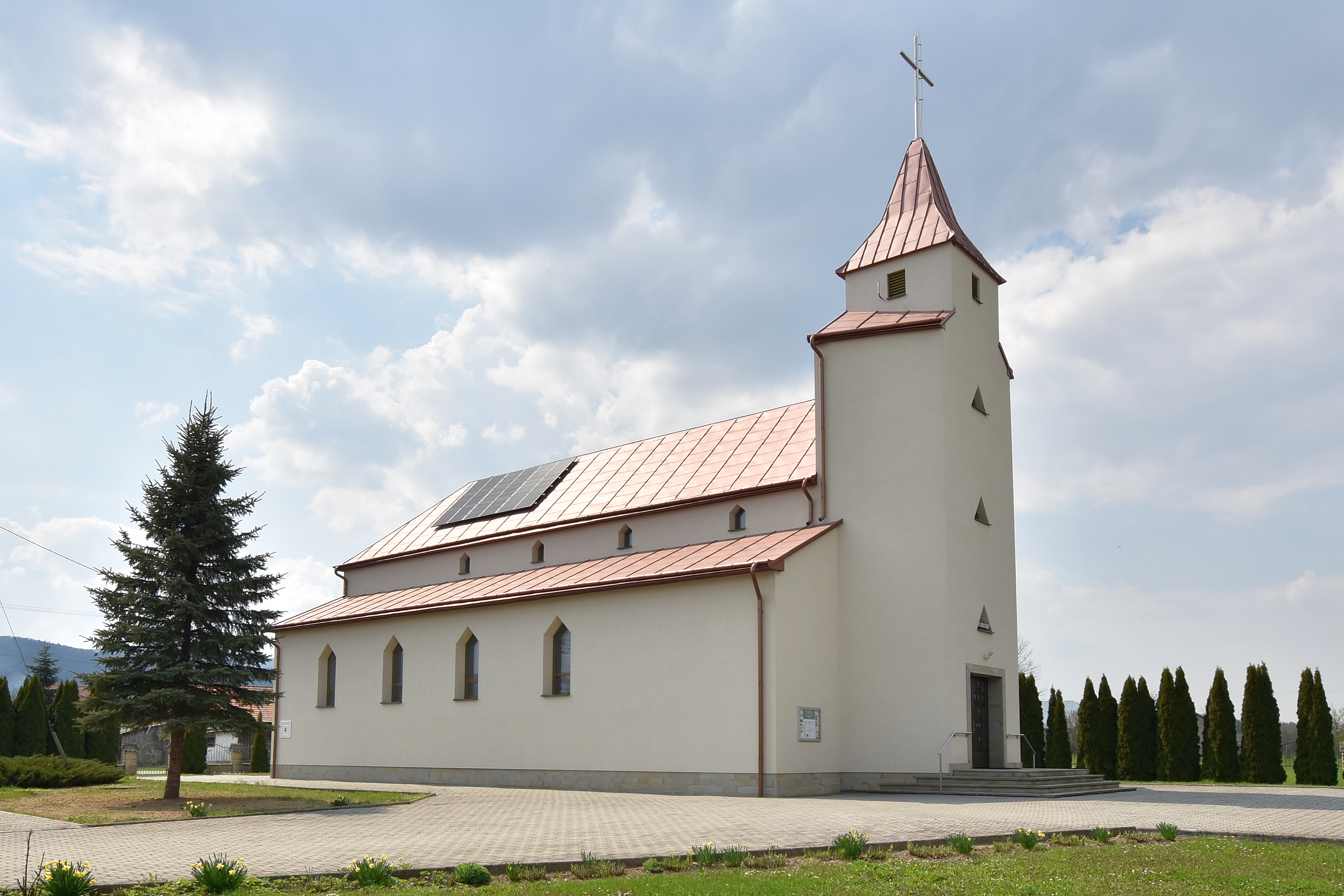
Kościół filialny w Pielgrzymce
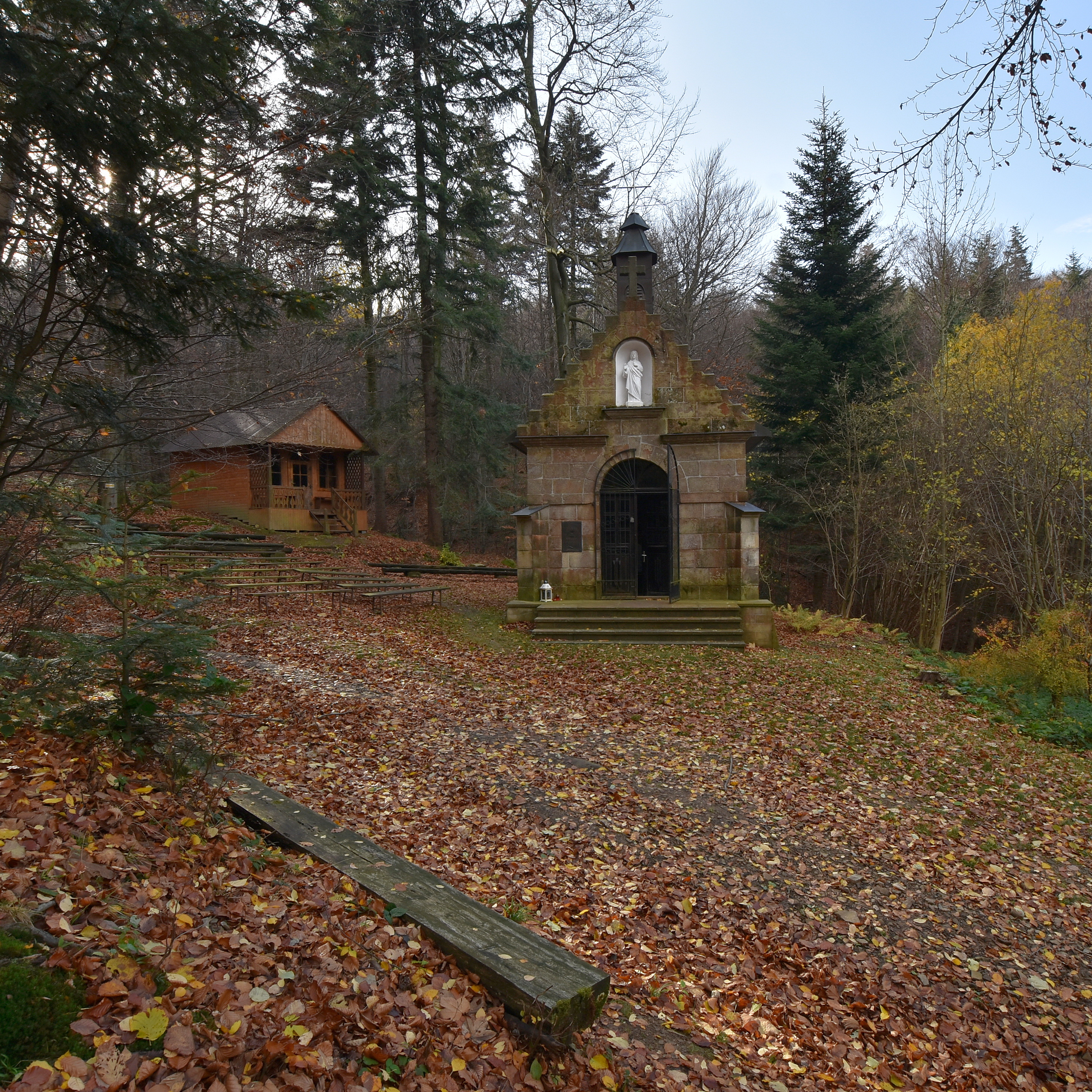
Kościół filialny w Mrukowej